# 唐土名胜图会
《唐土名胜图会》，是冈田玉山等编绘，日本文化三年刻成，时值嘉庆十年（1805年），全六卷（6册），被公认为是中日文化交流的十分珍贵图籍，大量描绘北京的皇宫和皇宫生活的插图卷集，也称为“中国大清朝的百科全书”。

## 简介
本书第一卷为历代帝都、第二卷皇城、第三卷内城、第四卷外城和苑囿及郊区、第五卷顺天府、第六卷天津府，组成一部描绘北京、河北省和天津的版画集，并附有较为详细的文字记录和说明。前四卷记载京师（北京）的古今沿革、风俗习惯和方位，讲述宫廷、苑囿记载着清朝乾隆年间紫禁城内殿和外殿发生的各种事情，其中包括宫廷各种大小会议、宴请、祭祀，皇宫庭院及包括圆明园和其他的宫殿等等，后二卷则以介绍中国地方为主。每卷都有绘图，配以文字介绍，还记载诗歌和名家书法，描述组成庞大大清帝国的所有省份。
在序言的后面有一张《唐土皇舆全图》，图中不但标有中国大陆领土，还标有一系列岛屿，其中還繪有钓鱼岛及附属岛屿，卻無名字。
1985年7月，北京古籍出版社整理、影印出版《唐土名胜图会》。